# Gelehrtengesellschaft
Eine Gelehrtengesellschaft ist ein Zusammenschluss wissenschaftlich gebildeter Personen zur Förderung mehrerer akademischer Disziplinen oder mehrerer Klassen von akademischen Disziplinen.

## Mitgliedschaft
Die Mitgliedschaft kann entweder von jedem erworben werden, bestimmte Qualifikationen voraussetzen oder – wie es bei einigen der ältesten Gelehrtengesellschaften der Fall ist – als Auszeichnung verliehen werden, wobei dies zumeist durch Kooptation erfolgt. Letzteres praktizieren beispielsweise die italienische Accademia dei Lincei (gegründet 1603), die deutsche Leopoldina (gegründet 1652), die in London ansässige Royal Society (gegründet 1660) sowie die französischen Akademien, die unter der Dachorganisation Institut de France zusammengeschlossen sind, wie die Académie française (gegründet 1634) und die Académie des sciences (gegründet 1666).

## Aufgaben und Tätigkeiten
Die Aufgaben der Gesellschaften reichen von eng abgegrenzten Schwerpunkten, z. B. bestimmten Personen, Sprachen, Städten, hin bis zur Förderung der Wissenschaft insgesamt. Gelehrte Gesellschaften bestehen regional, national und international. Die Forschungsergebnisse werden publiziert, teilweise finden auch Vorlesungen, Ausstellungen und Konferenzen statt. Die Mehrzahl der Gesellschaften unterhält eigene Forschungseinrichtungen und Bibliotheken, vergibt Fördermittel und verleiht Auszeichnungen.

## Geschichte
Nach dem Vorbild der 1583 in Italien gegründeten Accademia della Crusca entstanden Akademien und spezielle Gesellschaften wie historische Vereine, geographische und ethnographischen Gesellschaften, Altertumsvereine, Naturforschenden Vereine etc.

### Russisches Kaiserreich
1864 standen 28 Gelehrte Gesellschaften unter Aufsicht des Ministeriums der Volksaufklärung, darunter
- Die Kaiserlich medicinische Gesellschaft zu Wilna
- Die literärisch-praktische Bürgerverbindung in Riga
- Die kurländische Gesellschaft für Literatur und Kunst in Mitau
- Die lettisch-literärische Gesellschaft in Riga
- Die Gesellschaft für Geschichte und Altertumskunde der Ostseeprovinzen Russlands in Riga
- Die gelehrte estnische Gesellschaft an der Dorpater Universität